# 潭南村
潭南村（布農語：Laidazuan），是臺灣南投縣信義鄉的一個村，位於該鄉西北部濁水溪中游的山腰上，海拔約800公尺處，因位於日月潭南方而得名。該村於1963年9月1日自地利村拆分而成立。

## 交通動線
- 投63線（潭南一、二橋）

## 設施與景點

### 潭南
由日治時期的カ社（卡）、カリモアン社（加里模安）與アルサン社（阿魯桑）三部落所組成。
| - 臺灣基督長老教會中布中會潭南教會 - 天主教臺灣教省臺中教區潭南教會 | - 南投縣政府警察局信義分局潭南派出所 - 南投縣立潭南國民小學 |

## 自然景觀
| - 濁水溪 - 阿花來溪 - 好蘭溪 - 公林溪 | - 水社山 |